# چانسی لئوپاردی
چانسی لئوپاردی (انگلیسی: Chauncey Leopardi؛ زادهٔ ۱۴ ژوئن ۱۹۸۱) یک هنرپیشه اهل ایالات متحده آمریکا است.